# Pogonocherus marcoi
Pogonocherus marcoi là một loài bọ cánh cứng trong họ Cerambycidae.